# 泰州市
泰州市，简称泰，古称海陵，是中华人民共和国江苏省下辖的地级市，上海都市圈成員，位于江苏省中部，长江北岸。市境西邻扬州市，东北界盐城市，东南达南通市，南隔长江与苏州市、无锡市、常州市、镇江市相接。地处江淮平原，南部为沿江高沙地区，北部为里下河平原，地势平坦，仅有少数如靖江市孤山的山丘。境内河网密布，新通扬运河、通扬运河、如泰运河等流贯。市人民政府驻海陵区凤凰东路58号。
泰州市是承南启北的水陆要津，为苏中门户，自古有“水陆要津，咽喉据郡”之称。700多年前，马可·波罗游历泰州，称赞“这城不很大，但各种尘世的幸福极多”，泰州是国家历史文化名城。

## 历史

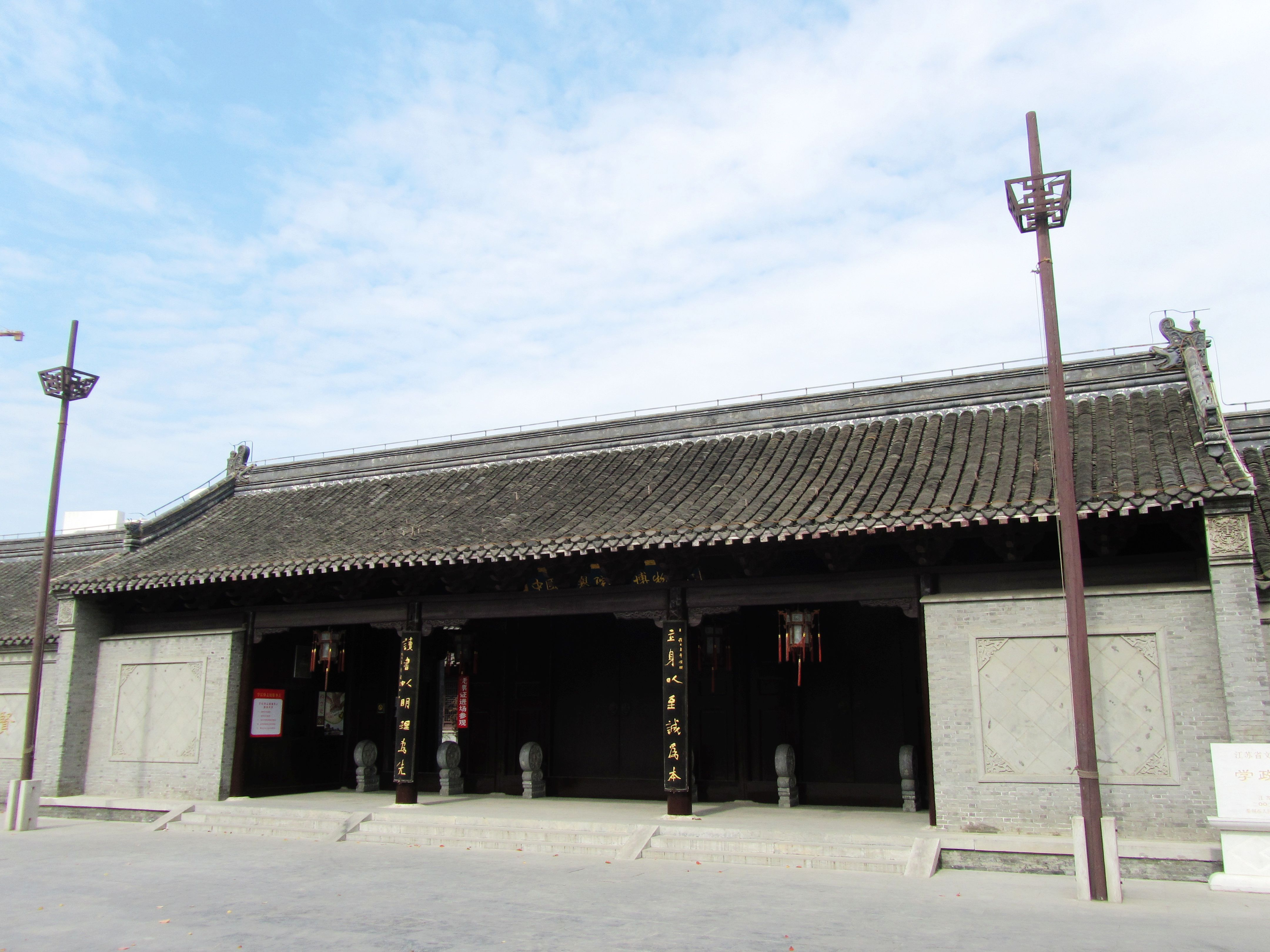
扬州府试场所—泰州学政试院

- 1996年8月12日前的历史请参见县级泰州市历史。
- 1996年8月12日，经国务院批准，扬州市进行行政区划调整，将原先扬州市管辖的部分县级市划出，组建地级泰州市，下辖海陵区、靖江市、泰兴市、姜堰市、兴化市。
- 1997年，海陵区、姜堰市、泰兴市部分行政区划进行调整，组建高港区。
- 2012年12月，设立泰州市姜堰区，以原县级姜堰市的行政区域为姜堰区的行政区域。

## 地理

### 地形
全市总面积约5793平方千米，其中陆地面积约82.74%，水域面积约17.26%，市区面积约640平方千米。全市除靖江有一独立山丘孤山外，其余均为江淮两大水系冲刷形成的冲积平原，地势为中间高南北低：南边沿江地区真高一般为2米～5米，中部高沙地区真高一般为5米～7米，北边里下河地区真高为1.5米～5米。

### 水系
泰州境内河网密布。江淮分水岭由西向东从中部横穿泰州，其境内河流大致以通扬公路为界，公路北侧属淮河水系，南侧属长江水系。习惯上把属于长江水系的老通扬运河和与之相连的河流称为“上河”，而把属于淮河水系的新通扬运河和与之相连的河流称为“下河”。因北部地区地势低洼，水网呈向心状，由四周向中间低处集中，湖泊分布较多，故而高水位时，南部的上河水位高于北部的下河水位1.2米左右，平均水位差为0.9米。

### 气候
泰州位于北亚热带湿润气候区，东亚季风气候区，属亚热带季风气候，受季风环流的影响，具有明显的季风性特征。四季分明，夏季以梅雨伏旱为主，冬季冷空气活动频繁，易受到寒潮侵袭，无霜期长，热量充裕，降水丰沛，雨热同期。常年主导风向为东南风，春夏两季多东南风，秋季多东北风，冬季以偏北风为主。夏秋季常受到台风的侵害。
泰州地区一般在3月底、4月初进入春季，6月上中旬进入夏季，9月中旬开始进入秋季，11月中旬转入冬季。大致上每年冬季有4个多月，夏季有3个多月，春、秋季各2个多月。气温在7月达到最高，1月到达最低，冬夏季南北地域的温差不大，年平均气温在15℃左右；年平均降水量1037.7毫米，降雨日为113天，但受季风的影响，降水变率较大，南北之间存在差异。
| 1981–2010年间泰州市的平均气象数据 | 1981–2010年间泰州市的平均气象数据 | 1981–2010年间泰州市的平均气象数据 | 1981–2010年间泰州市的平均气象数据 | 1981–2010年间泰州市的平均气象数据 | 1981–2010年间泰州市的平均气象数据 | 1981–2010年间泰州市的平均气象数据 | 1981–2010年间泰州市的平均气象数据 | 1981–2010年间泰州市的平均气象数据 | 1981–2010年间泰州市的平均气象数据 | 1981–2010年间泰州市的平均气象数据 | 1981–2010年间泰州市的平均气象数据 | 1981–2010年间泰州市的平均气象数据 | 1981–2010年间泰州市的平均气象数据 |
| 月份                              | 1月                               | 2月                               | 3月                               | 4月                               | 5月                               | 6月                               | 7月                               | 8月                               | 9月                               | 10月                              | 11月                              | 12月                              | 全年                              |
| --------------------------------- | --------------------------------- | --------------------------------- | --------------------------------- | --------------------------------- | --------------------------------- | --------------------------------- | --------------------------------- | --------------------------------- | --------------------------------- | --------------------------------- | --------------------------------- | --------------------------------- | --------------------------------- |
| 平均高温 °C（°F）                 | 6.6 (43.9)                        | 8.8 (47.8)                        | 13.2 (55.8)                       | 19.6 (67.3)                       | 25.4 (77.7)                       | 28.4 (83.1)                       | 31.5 (88.7)                       | 31.0 (87.8)                       | 27.2 (81.0)                       | 22.1 (71.8)                       | 15.7 (60.3)                       | 9.4 (48.9)                        | 19.9 (67.8)                       |
| 日均气温 °C（°F）                 | 2.4 (36.3)                        | 4.4 (39.9)                        | 8.4 (47.1)                        | 14.4 (57.9)                       | 20.1 (68.2)                       | 24.0 (75.2)                       | 27.5 (81.5)                       | 27.0 (80.6)                       | 22.9 (73.2)                       | 17.4 (63.3)                       | 10.9 (51.6)                       | 4.9 (40.8)                        | 15.4 (59.6)                       |
| 平均低温 °C（°F）                 | −0.7 (30.7)                       | 1.1 (34.0)                        | 4.7 (40.5)                        | 10.0 (50.0)                       | 15.6 (60.1)                       | 20.4 (68.7)                       | 24.3 (75.7)                       | 23.9 (75.0)                       | 19.7 (67.5)                       | 13.7 (56.7)                       | 7.2 (45.0)                        | 1.4 (34.5)                        | 11.8 (53.2)                       |
| 平均降水量 mm（）                 | 42.3 (1.67)                       | 45.7 (1.80)                       | 77.3 (3.04)                       | 69.6 (2.74)                       | 84.7 (3.33)                       | 143.1 (5.63)                      | 185.1 (7.29)                      | 152.6 (6.01)                      | 94.9 (3.74)                       | 55.0 (2.17)                       | 56.9 (2.24)                       | 30.1 (1.19)                       | 1,037.3 (40.85)                   |
| 平均相對濕度（％）                | 74                                | 74                                | 74                                | 74                                | 75                                | 79                                | 83                                | 84                                | 81                                | 76                                | 75                                | 73                                | 77                                |
| 来源：中国气象数据网              |                                   |                                   |                                   |                                   |                                   |                                   |                                   |                                   |                                   |                                   |                                   |                                   |                                   |

## 政治

### 现任领导
| 机构     | · 中国共产党 · 泰州市委员会 | 泰州市人民代表大会 常务委员会 | 泰州市人民政府     | · 中国人民政治协商会议 · 泰州市委员会 |
| 职务     | 书记                        | 主任                          | 市长               | 主席                                  |
| -------- | --------------------------- | ----------------------------- | ------------------ | ------------------------------------- |
| 姓名     | 姜冬冬                      | 张余松                        | 万闻华（女）       | 卢佩民                                |
| 民族     | 汉族                        | 汉族                          | 汉族               | 汉族                                  |
| 籍贯     | 安徽省利辛县                | 江苏省靖江市                  | 江苏省南通市海门区 | 江苏省靖江市                          |
| 出生日期 | 1976年10月（48歲）          | 1965年2月（60歲）             | 1974年7月（51歲）  | 1963年10月（61歲）                    |
| 就任日期 | 2024年10月                  | 2022年2月                     | 2021年8月          | 2017年1月                             |

### 历任领导
| 市委书记 - 陈宝田（1996年7月－2003年2月） - 朱龙生（2003年2月－2008年3月） - 张雷（2008年3月－2014年7月） - 蓝绍敏（2014年7月－2017年3月） - 曲福田（2017年3月－2018年4月） - 韩立明（2018年4月－2019年10月） - 史立军（2019年10月－2021年7月） - 朱立凡（2021年7月－2024年1月） - 姜冬冬（2024年10月－） | 市长 - 丁解民（1996年9月－2001年5月） - 夏鸣（2001年5月－2003年5月） - 毛伟明（2003年5月－2006年1月） - 姚建华（2006年1月－2010年7月） - 徐郭平（2010年7月－2013年12月） - 陆志鹏（2013年12月－2016年1月） - 史立军（2016年1月－2019年10月） - 朱立凡（2019年11月－2021年8月） - 万闻华（2021年8月－） |

### 行政区划
泰州市现辖3个市辖区，代管3个县级市。
- 市辖区：海陵区、高港区、姜堰区
- 县级市：兴化市、靖江市、泰兴市

此外，泰州市还设立以下经济管理区：国家级泰州医药高新技术产业开发区（与高港区实行“区政合一”，前身为泰州经济技术开发区）、国家级泰州出口加工区、海陵工业园区

## 人口
根据2020年第七次全国人口普查，全市常住人口为4,512,762人。同第六次全国人口普查的4,618,937人相比，十年共减少了106,175人，下降2.3%，年平均增长率为-0.23%。其中，男性人口为2,261,512人，占总人口的50.11%；女性人口为2,251,250人，占总人口的49.89%。总人口性别比（以女性为100）为100.46。0－14岁的人口为557,720人，占总人口的12.36%；15－59岁的人口为2,680,050人，占总人口的59.39%；60岁及以上的人口为1,274,992人，占总人口的28.25%，其中65岁及以上的人口为993,142人，占总人口的22.01%。居住在城镇的人口为3,071,179人，占总人口的68.06%；居住在乡村的人口为1,441,583人，占总人口的31.94%。
截至2022年末，泰州市常住人口450.56万人，比2021年末减少1.62万人；常住人口城镇化率69.24%，比上年末提高0.60个百分点，年末户籍人口488.43万人。

### 民族
全市常住人口中，汉族人口为4,493,974人，占99.58%；各少数民族人口为18,788人，占0.42%。与2010年第六次全国人口普查相比，汉族人口减少114,813人，下降2.49%，占总人口比例下降0.2个百分点；各少数民族人口增加8,638人，增长85.1%，占总人口比例增加0.2个百分点。

## 经济
2020年，泰州市实现地区生产总值5312.77亿元，同比增长3.6%，增速较前三季度提升1.9个百分点，居全省第6位，较前三季度前移5位。其中：第一产业实现增加值307.10亿元，增长3.0%；第二产业实现增加值2541.10亿元，增长3.3%；第三产业实现增加值2464.57亿元，增长4.1%。

## 物产
- 矿产资源有石油[來源請求]、天然气。
- 动物有黄鼠狼、野兔、鲢、鲫、鳊、鲤、青鱼、虾、蟹、鳖等。
- 植物资源有桧柏、楝、桑、刺槐、水杉、枸杞、银杏等。
- 土特产品有嵌桃麻糕、八宝刀鱼、菘蓝、小磨麻油、中庄醉蟹、五福酱菜、兴化虾籽、松花鸭蛋、麻将牌。

## 交通

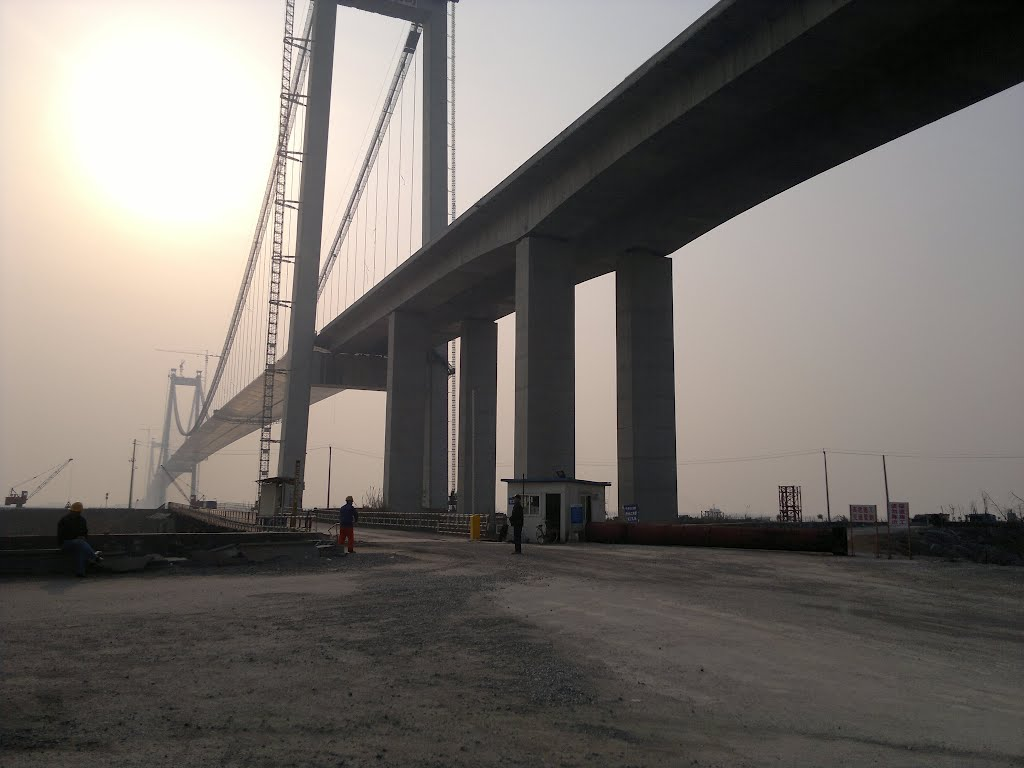
泰州长江大桥

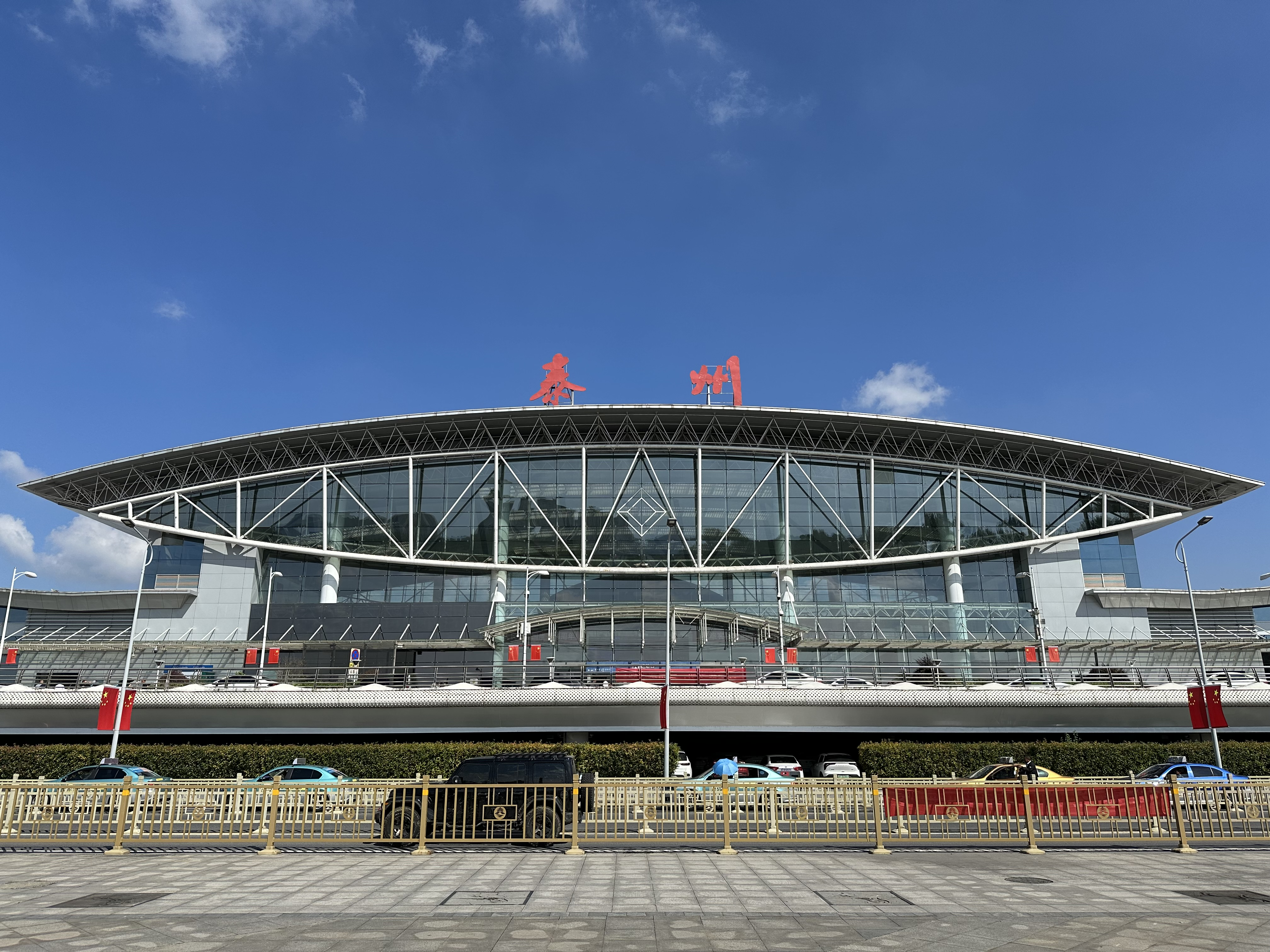
泰州站

泰州位于华东地区和长江中下游平原腹地，是江苏中部的重要交通节点。随着区域一体化发展加快，泰州的铁路、公路、水运等多种交通方式不断完善。正在建设中的北沿江高速铁路、盐泰锡常宜城际铁路将在泰州交汇，使其融入长三角高铁网。境内目前拥有宁启铁路、泰州站、姜堰站等重要铁路设施，为区域客货运输提供支撑。公路方面，启扬（S28）、宁通（G40）、盐靖（S35）等多条高速公路贯穿泰州，与周边城市形成快捷的公路通道网络。随着城市发展，泰州正逐步建设成为苏中地区综合交通枢纽。

### 主要公路
- 京沪高速
- 沪陕高速
- 盐靖高速
- 宁盐高速
- 启扬高速
- 如常高速
- 阜溧高速
- 328国道
- 344国道
- 345国道
- 523国道
- 泰州长江大桥
- 常泰长江大桥
- 江阴靖江长江隧道
- 江阴长江大桥

### 铁路
泰州是连接苏中、苏北与长三角核心区域的交通节点城市。随着中国国家铁路网布局推进，泰州铁路运输能力不断增强。现运营有中国国家铁路集团宁启铁路及其复线电气化工程，并开通了泰州站、姜堰站等客运火车站。泰州站位于市区北部，于2004年建成投入使用，是宁启铁路的重要中间站。尽管宁启铁路长期承担着苏中地区的客运业务，但其较慢的运行速度已饱受诟病。随着2019年连镇客运专线的开通，泰州市成为江苏省内唯一未开通高铁的地级市。
泰州目前正积极融入长三角高速铁路网。在建的北沿江高速铁路将在泰州境内设立泰州南站、黄桥站两座高铁站，该线路为国家“八纵八横”高铁规划的重要线路之一，将是泰州真正意义上的第一条高铁，在该线路开通后，从泰州前往南京、上海将更加便捷快速。
另一条在建的盐泰锡常宜城际铁路已成为联通苏中、苏南的重要高铁通道，将在泰州境内设立兴化东站、泰兴东站和靖江东站三座全新的高铁站，联通靖江市和江阴市之间的过江隧道，并将与北沿江高速铁路在泰州南站交汇。该线路建成后，泰州将具备快速通达苏州、无锡、常州、杭州等城市的高铁能力。

### 港口
- 泰州港

### 机场
扬州泰州机场与扬州市共建。

### 过江通道
泰州地处长江北岸，拥有较长的江岸线，是江苏中部重要的滨江城市。泰州与长江南岸地区的联系主要依托多条跨江通道。目前，泰州已建成江阴长江大桥和泰州长江大桥两座过江通道。其中，江阴长江大桥由 京沪高速承载，于1999年开通运营，连接靖江市和无锡的江阴市。泰州长江大桥是国家高速公路网的重要组成部分，连接高港区和镇江市，于2012年建成通车。目前，常泰长江大桥正在建设中，将连接泰兴市和常州市，预计2025年开通。
未来，泰州规划建设盐泰锡常宜城际铁路过江通道，拟在靖江-江阴段采取隧道方式过江，以缓解目前沿江城市铁路过江瓶颈。除公路桥梁外，泰州目前正在建设 京沪高速上由靖江通向江阴的公路过江隧道，以解决 京沪高速南下通道常年拥堵的问题。随着长三角一体化发展加快，泰州跨江通道体系有望进一步丰富和完善，为区域经济融合提供支撑。

## 人文景观

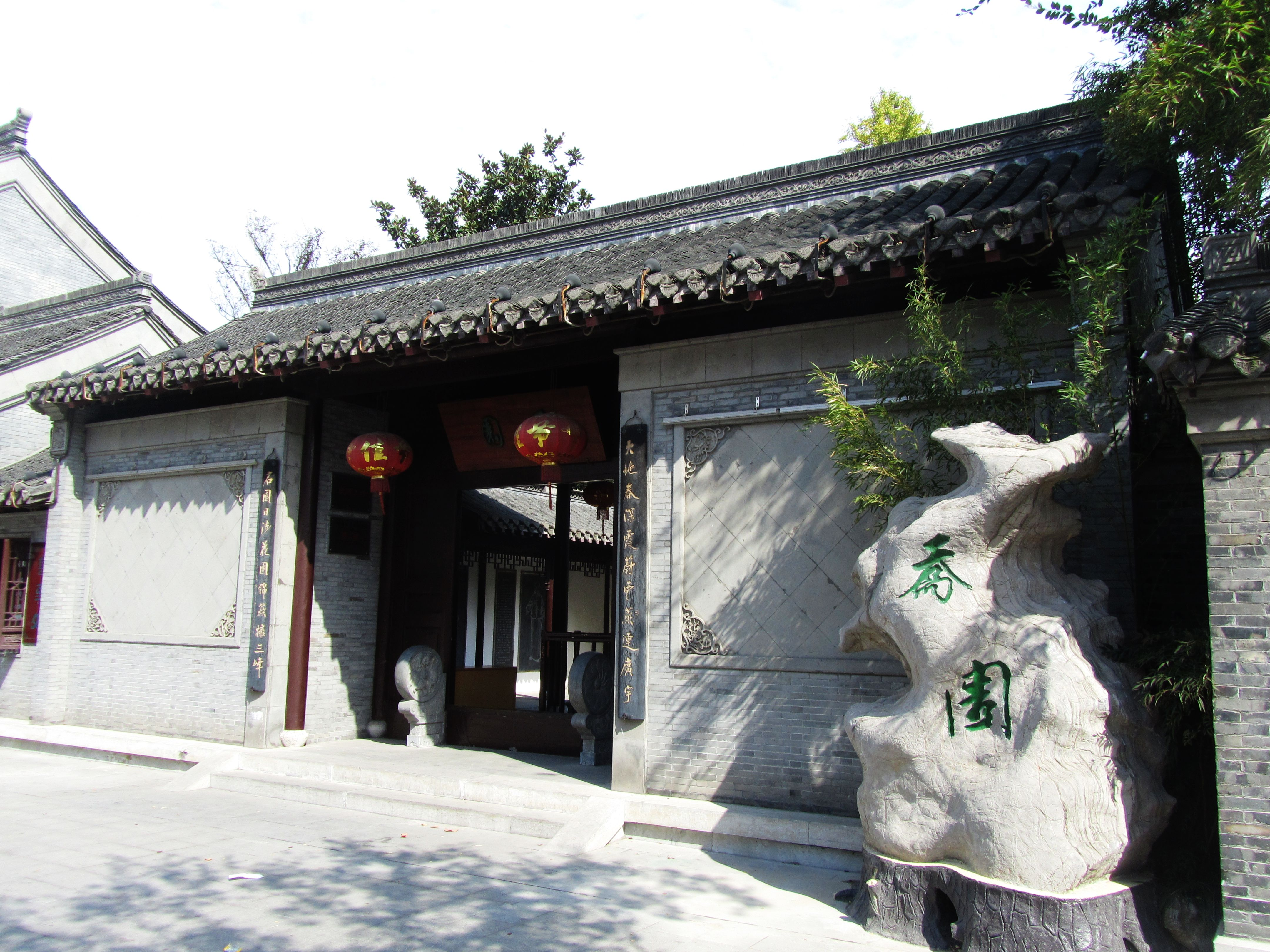
泰州乔园

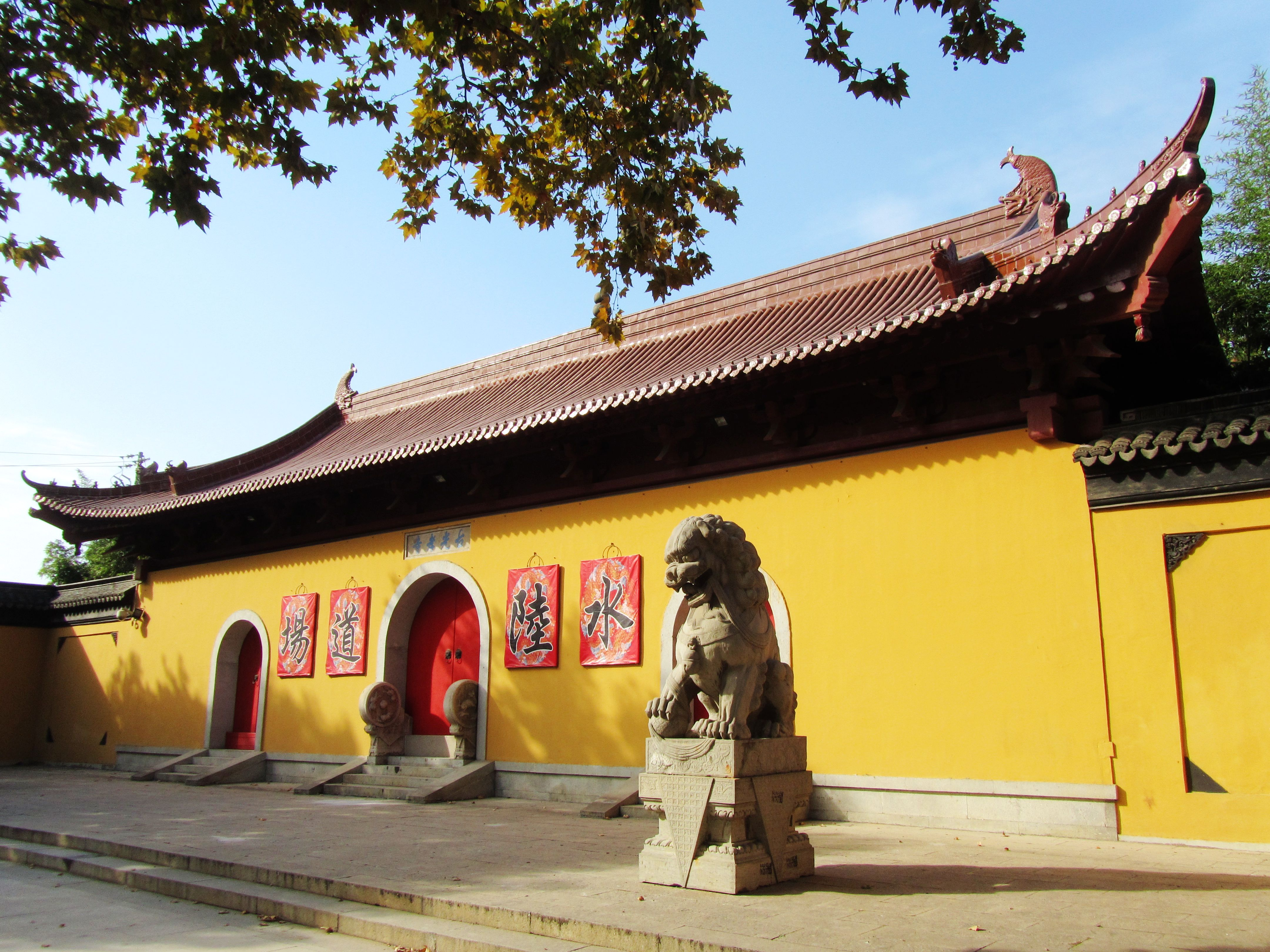
泰州光孝寺

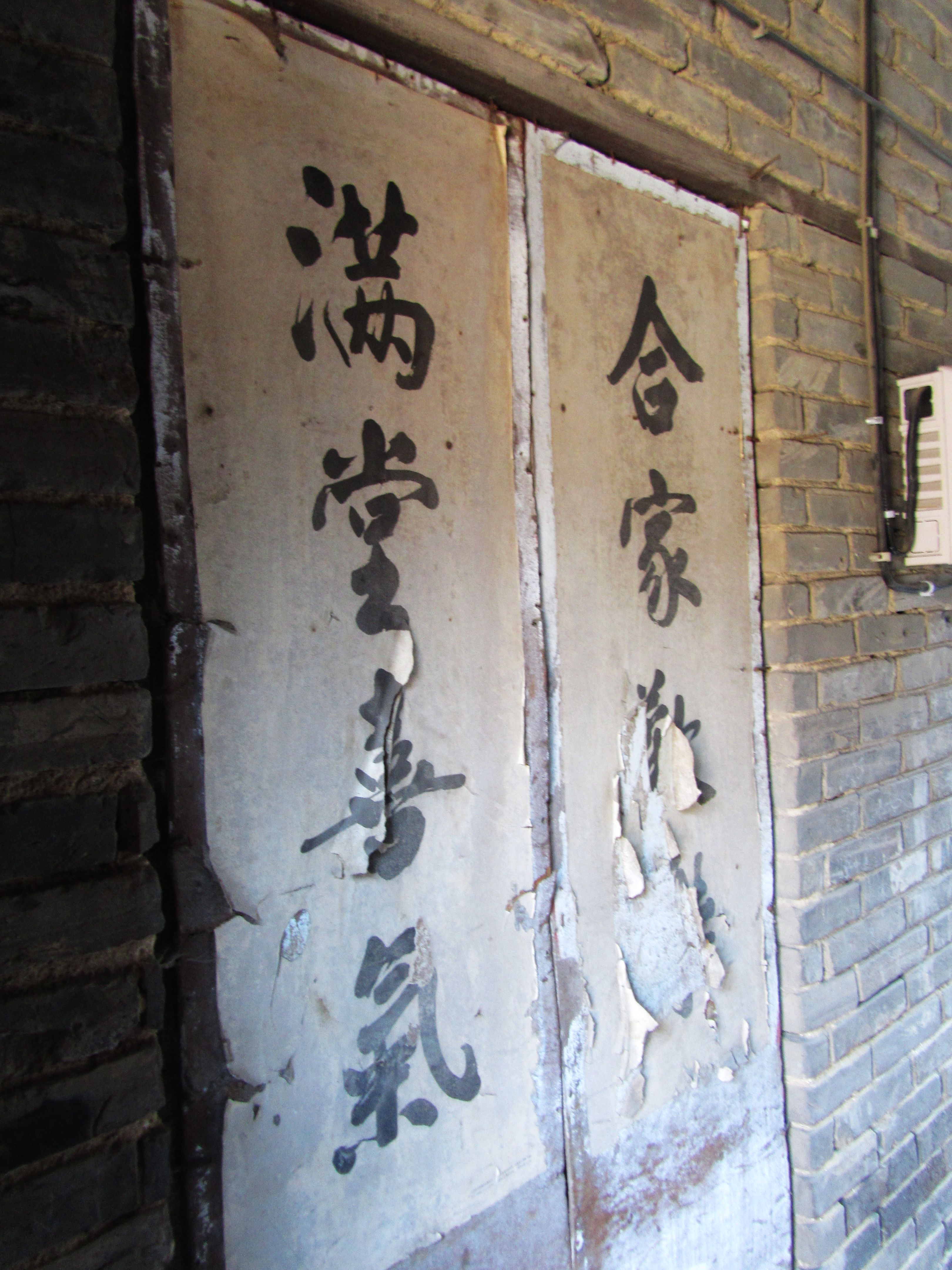
徐家桥东巷

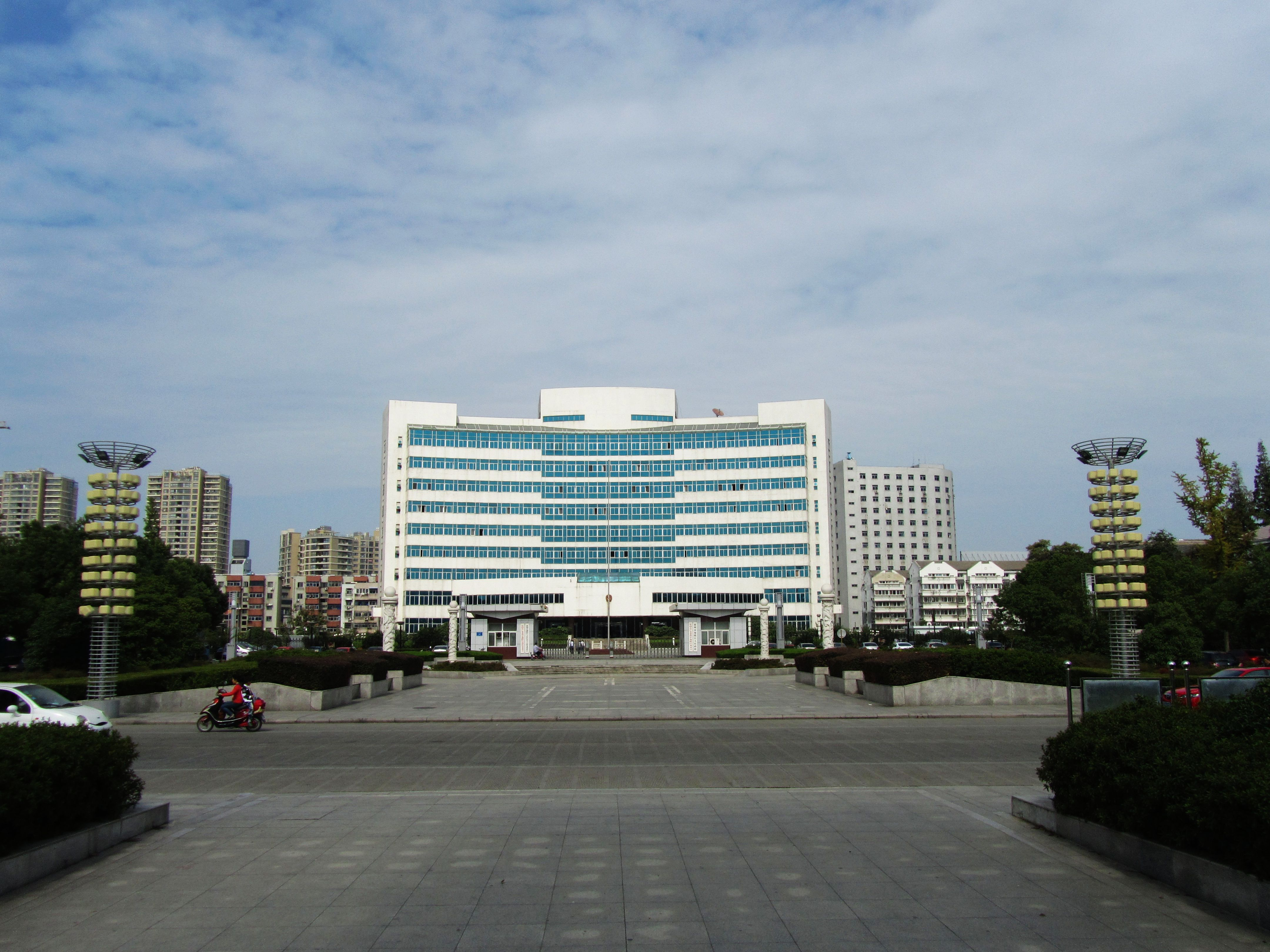
市政府

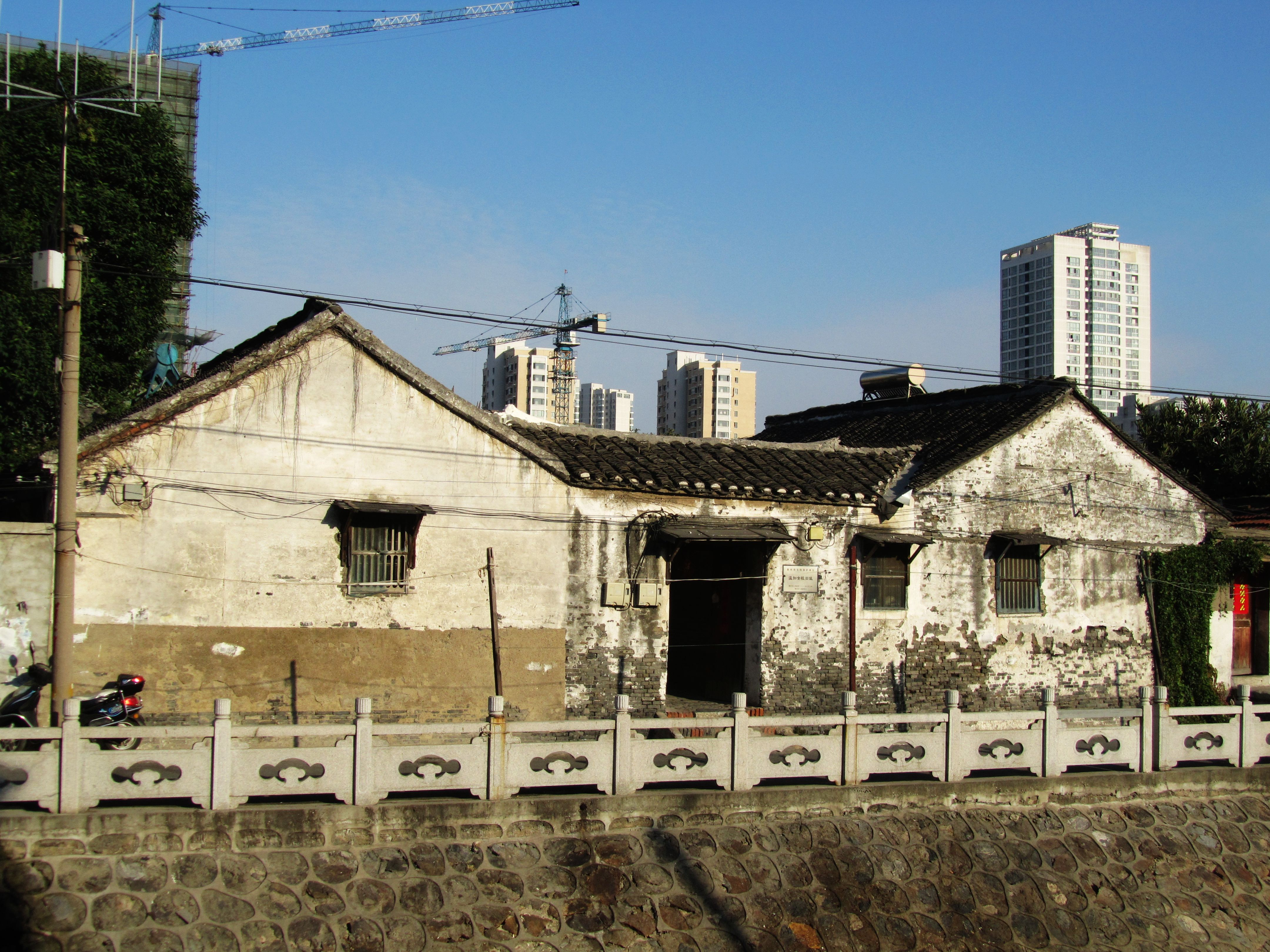
温知女校旧址古蹟

### 全国重点文物保护单位
- 泰州城隍庙
- 人民海军诞生地
- 天目山遗址
- 古稻河街区

### 国家级非物质文化遗产
- 扬派盆景技艺
- 溱潼会船
- 传统木船制造技艺（兴化）
- 靖江宝卷（靖江）

### 景点
- 日涉园
- 柳园
- 泰州王氏住宅
- 崇儒祠
- 安定书院
- 古盐运河
- 泰州梅兰芳纪念馆
- 海陵仓旧址
- 板桥故里
- 四牌楼 (兴化)
- 法轮塔
- 孤山
- 海军诞生地纪念馆

## 文化

### 語言
- 海陵区、姜堰区、兴化地区使用江淮方言通泰片中的泰州小片
- 高港区、泰兴、靖江、季市地区使用吴语太湖片之毗陵小片。

### 饮食
泰州饮食属于淮扬菜系为主。特色菜品种主要有八宝刀鱼、龙眼滚珠、清蒸鲥鱼、蟹黄粉皮、泰州干丝、黄桥烧饼、靖江蟹黄汤包等。特色小吃主要有金松皮蛋、黄桥烧饼、中庄醉蟹、烫干丝、溱潼鱼饼等、油炸臭干、五味干丝、鱼汤面、姜堰酥饼、农家荞面汤饼、柴墟蝉翼饼、宣堡小馄饨、大炉饼等。近年随人口流动增多，其他菜系以及部分洋快餐均有进入。
银杏是泰州的特产，当地人俗称其果实为白果。泰州银杏果大、仁满、浆足、壳薄、粒重、色白、味甘糯、耐贮藏，营养丰富，药食俱佳。
泰州2019年将拥有泰州远大这只足球队参加中国乙级联赛。

## 教育

### 小学
- 泰州市鼓楼路小学
- 泰州市城东中心小学
- 泰州市海陵实验小学
- 泰州市大浦中心小学
- 泰州市杨桥中心小学
- 泰州市海光中心小学
- 泰州市师范学校附属小学
- 泰州市演化桥小学
- 泰州市实验学校
- 泰州市海陵学校
- 泰州市九龙学校
- 泰州市罡杨学校
- 泰州市塘湾学校

### 初级中学
- 江苏省泰州中学附属初级中学
- 江苏省泰州市第二中学附属初级中学
- 泰州市沈毅中学
- 泰州市海军中学
- 泰州市智堡中学
- 泰州市民兴中学

### 高级中学
- 江苏省泰州中学
- 江苏省靖江高级中学
- 江苏省口岸中学
- 江苏省泰州第二中学
- 泰州市第三中学
- 泰州市田家炳实验中学
- 泰州市实验中学
- 江苏省黄桥中学
- 江苏省姜堰中学
- 江苏省姜堰第二中学
- 泰州市民兴中学
- 江苏省泰兴中学
- 江苏省兴化中学

### 高等院校
- 南京师范大学泰州学院
- 泰州学院
- 江苏农牧科技职业学院
- 泰州职业技术学院
- 南京理工大学泰州科技学院
- 南京中医药大学泰州校区

## 宗教

### 佛教
- 光孝律寺
- 净因寺
- 南山寺
- 北山寺
- 西山寺

### 道教
- 城隍庙

### 伊斯兰教
- 清真寺，位于海陵老城以东。

### 天主教
- 天主教堂，位于泰州望海楼景区西侧。

### 基督新教
1887年传入泰州，先后传入5个教派：内地会、美南长老会、圣公会、地方教会(基督徒聚会处)、真耶稣教会。

## 友好城市
- 美国纽波特纽斯市
- 拉特罗布市
- 阴城郡
- 芬兰科特卡市
- 加拿大安大略省巴里市
- 比利时于伊

## 友好交流城市
- 日本秋田县汤泽市 （页面存档备份，存于）[11]

### 引用
1. ↑  杨永恒等 (编). . 北京: 中译出版社. : 205 [2019]. ISBN 9787500161387.
2. ↑  吴风. . 上观新闻. 2024-10-08  [2024-10-08]. （原始内容存档于2024-10-10）.
3. ↑  . 中国经济网.   [2023-07-20]. （原始内容存档于2023-07-20）.
4. ↑  . 人民网地方领导资料库.   [2021-09-27]. （原始内容存档于2021-09-27）.
5. ↑  . 中国经济网.   [2017-08-11]. （原始内容存档于2017-08-12）.
6. ↑  . 中华人民共和国民政部. 2019-11  [2020-07-14]. （原始内容存档于2020-02-04）.
7. ↑  江苏省统计局、国家统计局江苏调查总队. . 中国统计出版社. 2015年9月. ISBN 978-7-5037-7507-9.
8. ↑  泰州市统计局  泰州市第七次全国人口普查领导小组办公室. . 泰州市统计局.   [2023-01-01]. （原始内容存档于2023-01-01）.
9. ↑  中华人民共和国民政部. . 中国社会出版社. 2018年10月. ISBN 978-7-5087-5594-6.
10. ↑  泰州市统计局、泰州市第七次全国人口普查领导小组办公室. .   [2023-07-24]. （原始内容存档于2023-07-24）.
11. ↑  . www.sohu.com. 2019-08-09. （原始内容存档于2023-02-17）.